# Susanna Tavera
Susanna Tavera García (Madrid, 1945-16 de febrero de 2025) fue una historiadora española, catedrática y profesora titular de Historia Contemporánea en la Universidad de Barcelona, especializada en estudios relacionados con la mujer en contextos sociopolíticos cercanos al anarquismo y al movimiento obrero en España.
Es autora de obras como Experiencias desiguales: conflictos sociales y respuestas colectivas (siglo XIX) (1994) —junto a Mary Nash—, Solidaridad Obrera. El fer-se i desfer-se d'un diari anarcosindicalista (1915-1939) (1994) —un estudio del periódico Solidaridad Obrera— o Federica Montseny, La indomable (1995) —una biografía de la anarquista Federica Montseny—, entre otras. También ha trabajado coordinando estudios como Mujeres en la Historia de España. Enciclopedia biográfica (2000) con Cándida Martínez, Reyna Pastor y María José de la Pascua, o Las mujeres y las guerras: el papel de las mujeres en las guerras de la Edad Antigua a la Contemporánea (2003), de nuevo junto a Mary Nash.